# Edmund Dene Morel
Edmund Dene Morel (Parigi, 10 luglio 1873 – Bovey Tracey, 12 novembre 1924) è stato un giornalista, scrittore e politico britannico.
Morel lottò contro la schiavitù nello Stato Libero del Congo e nel 1904, in collaborazione con Roger Casement, fondò l'Associazione per la Riforma del Congo (CRA). Durante la prima guerra mondiale ebbe un ruolo importante nel movimento pacifista del Regno Unito, partecipando alla fondazione dell'Union of Democratic Control di cui divenne segretario. Bertrand Russell disse di lui: «Fra tutti gli uomini che ho conosciuto, nessuno possiede la medesima eroica semplicità nel creare e proclamare verità politica».

## Biografia
Edmund Morel nacque in Avenue d'Eylau a Parigi, unico figlio di Edmond Morel de Ville, funzionario statale francese di famiglia modesta, e di Emmeline de Horne, discendente da una famiglia inglese di quaccheri. Il padre morì quando Edmund aveva soli quattro anni. La madre, entrata in conflitto con i parenti francesi del defunto marito, cambiò il proprio nome in Deville e si occupò del sostentamento del bambino. Trovò un lavoro come insegnante di inglese e musica e garantì al figlio un'educazione rispettabile presso rinomate scuole inglesi, come la Madras House a Eastbourne e la Bedford Modern School. Nel 1888 Edmund sospese gli studi e fece ritorno a Parigi per assistere la madre gravemente malata. Per sostenere la famiglia trovò un lavoro come impiegato in banca e nel 1891 si trasferì con la madre a Liverpool. Ottenne la cittadinanza nel 1896 e anglicizzò il suo nome. Nello stesso anno sposò Mary Florence Richardson, figlia del tipografo e stampatore John William Richardson, con la quale ebbe cinque figli.

### L'attivismo e lo Stato Libero del Congo

#### Scoperte alla Elder Dempster
Nel 1891 Morel si trasferì in Inghilterra, trovando impiego presso la compagnia di navigazione Elder Dempster, che intratteneva commerci con i paesi della costa occidentale dell'Africa, fra i quali lo Stato Libero del Congo, colonia personale di Leopoldo II, re del Belgio. Nel tentativo di aiutare la sua famiglia, Edmund cercò di arrotondare le entrate scrivendo articoli per tutelare gli interessi della compagnia di spedizioni per la quale lavorava. Già in tale circostanza emerse l'inclinazione radicale di alcune sue posizioni, rilevabile nelle critiche che egli mosse al protezionismo francese, accusato di ostacolare il libero scambio con l'Africa occidentale, e all'operato del Ministero degli Esteri, che Morel giudicava scarsamente interessato alla tutela dei diritti degli africani soggetti alle leggi coloniali.
Poiché Edmund conosceva bene il francese, la compagnia di spedizioni lo mandò in Belgio per supervisionare l'arrivo e la partenza di alcune navi verso il Congo. Ciò che scoprì cambiò radicalmente la sua esistenza. A destare i primi sospetti fu la scoperta che le navi giungevano ad Anversa cariche di gomma e avorio e ripartivano verso il Congo con armi, munizioni e soldati. Tale commercio, che si svolgeva in maniera sistematica e non occasionalmente, garantiva un massiccio profitto a una cerchia ristretta di persone, connesse alla figura di Leopoldo II. Anche i registri della Elder Dempster confermavano che quasi la totalità delle esportazioni dirette al Congo riguardava articoli che esulavano dai canonici scopi commerciali.
Morel capì che i congolesi non venivano in alcun modo pagati per i beni che giungevano in Europa, e prese consapevolezza dell'esistenza di un sistema corrotto e fondato sullo sfruttamento, nel quale era coinvolto lo stesso re del Belgio.

#### Giornalismo e l'Associazione per la Riforma del Congo (CRA)
Nel 1901 Morel abbandonò il suo lavoro per dedicarsi pienamente all'attività di scrittore, denunciando le atrocità che stavano avvenendo in Congo. Dopo avere inondato i giornali con storie sulle crudeltà commesse in atto da Leopoldo II, Edmund, grazie al supporto di finanziatori come John Holt, decise di fondare nel 1903 un proprio giornale, il West African Mail, si sarebbe occupato delle questioni dell'Africa occidentale e centrale.
Egli non ebbe mai modo di recarsi personalmente in Congo: le accuse che rendeva pubbliche nella sua rivista si fondavano su una meticolosa raccolta di notizie che gli giungevano da informatori e missionari. La sua sensibilità nei confronti della realtà africana gli proveniva dall'amicizia stretta con Mary Kingsley, etnologa e scrittrice che nel 1897 aveva pubblicato Travels in West Africa. In questo libro gli africani vennero descritti non come selvaggi, ma come esseri umani.
Con la sua campagna di denuncia, nel 1903 Morel convinse la Camera dei Comuni ad approvare la risoluzione di protesta. Il ministero degli Esteri si rivolse al proprio console in Congo, Roger Casement, per un rapporto ufficiale sulla situazione: esso confermò quanto già delineato da Morel. Nello stesso anno Morel e Casement si allearono e collaborarono per fondare l'Associazione per la riforma del Congo (CRA), al fine di sensibilizzare ulteriormente l'opinione pubblica ed esercitare pressione sui governi britannico, americano e belga. L'Associazione ottenne l'appoggio di missionari, come Alice Seeley Harris e suo marito John Hobbis, e di scrittori come Arthur Conan Doyle e di Mark Twain. Quest'ultimo pubblicò nel 1905 Soliloquio di re Leopoldo. Morel si assicurò numerosi sostenitori in Europa e la sua causa assunse sia in Inghilterra che negli Stati Uniti la portata di una vera crociata contro Leopoldo II.
La delicata situazione costrinse il re a istituire nel 1904 una speciale Commissione d'Inchiesta costituita da tre giudici da lui nominati. Il rapporto di centocinquanta pagine redatto dai commissari confermava le accuse avanzate da Morel e Casement. Il sovrano fu costretto a rinunciare al dominio sul territorio del Congo, che dopo lunghe trattative fu acquistato nel 1908 dal governo belga. L'anno seguente Leopoldo II morì. Nel 1913 l'Associazione per la riforma del Congo, uno dei primi importanti movimenti volti alla tutela dei diritti umani, fece la sua ultima riunione.

### Prima Guerra Mondiale e Union of Democratic Control (UDC)
Allo scoppio della prima guerra mondiale nel 1914, Morel auspicò una posizione di neutralità da parte dell'Inghilterra. A seguito delle manovre politiche segrete e poco democratiche messe in atto dal governo britannico, Morel decise di fondare, in collaborazione con Norman Angell e Ramsay MacDonald, l'Union of democratic control (UDC), di cui divenne il leader.
L'incessante attività di Morel costò allo scrittore sei mesi di reclusione, con l'accusa di avere infranto una legge che impediva di inviare scritti di stampo pacifista a paesi neutrali. Fu scarcerato nel 1918 e il suo impegno politico continuò, tanto che Morel divenne uno dei più significativi esponenti del partito laburista. Espresse un giudizio negativo sugli accordi sanciti dal Trattato di Versailles, che a suo avviso avrebbero potuto condurre a un ulteriore conflitto armato. La Convenzione della Società delle Nazioni, costituita dopo la fine della prima guerra mondiale, adottò diversi principi riformatori ispirati all'attività di Edmund, come la condanna del lavoro forzato in tutte le sue forme. Anche se non pose fine al colonialismo, la Convenzione cercò di tutelare gli interessi delle popolazioni indigene dell'Africa.
Nel novembre del 1922 Morel si presentò come candidato laburista e riuscì a sconfiggere Winston Churchill. Dopo due anni Ramsay MacDonald, leader del partito laburista, divenne primo ministro. Mentre diversi suoi colleghi dell'UDC divennero ministri, Morel non venne chiamato a fare parte del governo.
Nel 1924 Morel venne candidato al Nobel per la pace. Nello stesso anno Edmund Morel morì per un attacco di cuore mentre passeggiava nei boschi del Devonshire.

## Opere
- Edmund Dene Morel, King Leopold's Rule in Africa, Londra, William Heinemann, 1904, OCLC 964297148.
- 1907. Red rubber: the story of the rubber slave trade flourishing on the Congo in the year of grace, 1907, London, T.F. Unwin
- 1912. Morocco and Diplomacy (ristampato come Ten Years of Secret Diplomacy nel 1915)
- 1916. Truth and the war.